# Lijst van architecten in Nederlands-Indië
Hieronder volgt een Lijst van architecten in Nederlands-Indië, die vanaf eind 19e eeuw tot aan de soevereiniteitsoverdracht werkzaam waren. Het betreft hier niet alleen Nederlanders, maar ook enkele Indonesiërs. De architecten hadden een opleiding genoten aan de Technische Hogeschool Bandoeng, afdeling Bouwkunde of in Nederland aan een van de Technische Hogescholen of Universiteiten.
| Naam                            | Bekendste werken                                                                                      | Plaats                           | Jaartal   | Bijzonderheden |
| ------------------------------- | --- | -------------------------------- | --------- | --- |
| Albert Aalbers                  | DENIS-gebouw (De Eerste Nederlandsch-Indische Spaarkas)                                               | Bandoeng                         | 1935      | - |
| Albert Aalbers                  | Hotel Savoy Homann                                                                                    | Bandoeng                         | 1939      | - |
| J. Abell                        | Groot winkelgebouw, Rijswijk/Koningsplein                                                             | Batavia                          | 1920      | - |
| J. Abell                        | Kwitangkerk                                                                                           | Batavia                          | 1920      | - |
| V.H. Abell                      | - | -                                | -         | In dienst bij het Departement van BOW |
| R. Abikoesno                    | - | -                                | -         | Stedebouwkundige op het bureau van Thomas Karsten te Semarang |
| J.H. Antonisse                  | Pasar Gambir                                                                                          | Batavia                          | 1933      | - |
| Anwari                          | - | -                                | -         | Werkt samen met ir. Soekarno |
| F.B.H. Asselbergs               | Stationsgebouw Batavia-Kota i.s m. de architecten F J.L. Ghijsels en H.A. Hes                         | Batavia                          | 1929      | - |
| F.H. Bakker                     | Opslagloodsen voor de 'Nederland' en 'Rotterdamsche Lloyd'                                            | Tanjung Priok                    | 1915      | - |
| S. Bakker                       | - | -                                | -         | Werkzaam bij de provinciale landsgebouwendienst van Oost-Java als ingenieur 2e klasse (1942) |
| R. Baumgartner                  | Post- en Telegraafkantoor                                                                             | Batavia                          | 1916      | - |
| H. A. van Beek                  | - | -                                | -         | BOW-architect bij de Landsgebouwendienst in het ressort Bandoeng (1928) |
| G. J. Bel                       | Jaarbeurs gebouw naar ontwerp van C.P. Wolff Schoemaker                                               | Bandoeng                         | 1920      | - |
| J. Bennink                      | Opvoedingsgesticht                                                                                    | Bandoeng                         | 1929      | - |
| W.C. Bennink                    | - | -                                | -         | Leidt samen met J. Bennink de Vennootschap Bennink & Co. in Bandoeng (1924-1930) |
| Hendrik Petrus Berlage          | Kantoor van 'De Nederlanden van 1845'                                                                 | Batavia                          | 1920      | Onderneemt reis naar Nederlands-Indië (1923); adviseert gemeenten en geeft lezingen |
| J.F.L. Blankenberg              | Kantoorgebouw van 'Borneo-Sumatra Maatschappij'                                                       | Semarang                         | 1938      | - |
| J.F.L. Blankenberg              | Kantoor van 'De Nederlanden van 1845'                                                                 | Batavia                          | 1938      | I.s.m. de architect C.P. Wolff Schoemaker |
| J.F.L. Blankenberg              | Kantoor 'Borsumij'                                                                                    | Semarang                         | 1938      | - |
| A. du Bois                      | Sociëteit Concordia                                                                                   | Malang                           | 1895      | - |
| G.J.P.M. Bolsius                | Gebouw van 's Landskas                                                                                | Semarang                         | 1928      | - |
| Ch. M. Boon                     | - | -                                | -         | Werkzaam in Medan als bouwkundige van de Deli Maatschappij (1898-1911) |
| J. Boon                         | - | -                                | -         | Werkzaam op het hoofdkantoor van de landsgebouwendienst als ingenieur 2e klasse (1942) |
| K.H.G. Bos                      | Woningen met winkels                                                                                  | Malang                           | ca. 1936  | - |
| H.A. Breuning                   | Stationsgebouwen op de vliegvelden Andir 77                                                           | Bandoeng en Tjililitan (Batavia) | 1928      | - |
| F.W. Brinkman                   | 'Singergebouw'                                                                                        | Bandoeng                         | 1930      | - |
| J. de Bruyn                     | Kantoor 'Nederlandsche Handel Mij'                                                                    | Batavia                          | 1929      | - |
| N. E. Burhoven Jaspers          | Hotel 'des Indes'                                                                                     | Batavia                          | 1930      | - |
| F.W. Burki                      | - | -                                | -         | Waterstaatsarchitect en leider in ressort Cirebon, 1928 |
| W. B. Carmiggelt                | - | -                                | -         | Assistent architect van W. Lemei bij het ontwerp van het kantoor voor de Gouverneur van oost-Java, Soerabaja, 1929-1931 |
| C. Citroen                      | 'Darmo ziekenhuis'                                                                                    | Soerabaja                        | 1919      | - |
| C. Citroen                      | Raadhuis                                                                                              | Soerabaja                        | 1925      | - |
| B.J.K. Cramer                   | Pasar Gambir                                                                                          | Batavia                          | 1931      | - |
| B.J.K. Cramer                   | Pasar Glodok                                                                                          | Batavia                          | 1931      | - |
| Ed Cuypers                      | Hoofdkantoor 'Javasche Bank'                                                                          | Batavia                          | 1909      | - |
| Ed Cuypers                      | Kantoorgebouw voor de Koloniale Zee en Brandassurantie Mij                                            | Batavia                          | 1912      | - |
| Ed Cuypers                      | Kantoorgebouw 'Levensverzekerings Mij Arnhem'                                                         | Batavia                          | 1919      | - |
| R. Deppe                        | - | -                                | -         | Werkzaam bi) de Gemeente Batavia, 1933-1937 |
| F. Dicke                        | - | -                                | -         | Werkzaam in Batavia op het N.V. Architecten-Ingenieursbureau Fermont te Weltevreden en Ed. Cuypers te Amsterdam |
| A.J.P. Dieben                   | - | -                                | -         | Werkzaam als ingenieur voor de landsgebouwen 3e klasse algemene dienst in de 2e afdeling (Semarang), 1928 |
| A. Dikstaal                     | Hotel 'des Galleries'                                                                                 | Batavia                          | 1930      | - |
| A.S. Dikstaal                   | - | -                                | -         | Werkzaam als hoofdtekenaar bij de afdeling Landsgebouwen van het Departement van Verkeer en Waterstaat (1932-1942) |
| W.M. Dudok                      | Van Heutzmonument, Entree Gondangdia                                                                  | Weltevreden                      | 1927      | - |
| A. van Doorn                    | - | -                                | -         | BOW-architect bij de provinciale gebouwendienst in West-Java (1933-1938) |
| J.H. Dumout                     | - | -                                | -         | Compagnon van J,F.L. Blankenberg(1926-1933) |
| J.S. Duyvis                     | Koningin Wilhelmma gasthuis voor ooglijders                                                           | Batavia                          | 1939      | - |
| W.J. van der Eb                 | - | -                                | -         | Ingenieur 2e klasse op het hoofdbureau van de Staats Spoorwegen in Bandoeng |
| W. Elenbaas                     | - | -                                | -         | aspirant-ingenieur BOW en geplaatst te Soerabaja (1884-1913) |
| D.A. Emanuel                    | - | -                                | -         | BOW-architect (1933-1939) |
| H. von Essen                    | S.T.O.V.I.A.-gebouw                                                                                   | Batavia                          | 1916      | - |
| H.L.J.M. Estourgie              | Paleis van de Sultan van west-Kalimantan                                                              | Tenggarong                       | 1922      | - |
| A.A. Fermont                    | - | -                                | -         | Technisch bureau A.A. Fermont, Batavia |
| J.J. Fialka                     | - | -                                | -         | Werkzaam op het hoofdkantoor van de landsgebouwendienst in Batavia als ingenieur voor de landsgebouwen, 1939 |
| J. van Gendt                    | Postkantoor                                                                                           | Bandoeng                         | 1927      | - |
| J. Gerber                       | Hogere Burger School                                                                                  | Soerabaja                        | 1923      | - |
| F.J.L. Ghijsels                 | Telefoonkantoor                                                                                       | Soerabaja                        | 1913      | - |
| A.W. Gmelig Meyling             | woonhuis resident Ter Laag                                                                            | Bandoeng                         | 1941      | Architect-directeur bi) het ingenieursbureau Ingenegeren-Vrijburg N.V. (1937-1957) |
| J.M. Groenewegen                | Prinses-Beatrixschool                                                                                 | Medan                            | 1938      | - |
| J.M. Groenewegen                | Bioscoop Menteng                                                                                      | Batavia                          | 1949      | - |
| Hardjono                        | - | -                                | -         | Werkzaam op hei Ingenieursbureau Ingenegeren-Vrijburg N.V., Bandoeng |
| H.H.A. Hartogh Heys van de Lier | - | -                                | -         | Werkzaam op het hoofdkantoor van de landsgebouwendienst in Batavia als ingenieur voor de landsgebouwen |
| G. Hendriks                     | Europese Begraafplaats                                                                                | Bandoeng                         | 1925      | - |
| H.A. Hes                        | Stationsgebouw                                                                                        | Batavia                          | 1929      | - |
| E.E. Heus                       | - | -                                | -         | Werkzaam als ingenieur 2e klasse op het bouwkundig bureau van de landsgebouwendienst in Batavia (1933-1934) |
| M. Hoedioro                     | - | -                                | -         | Werkzaam als ingenieur 3e klasse voor de landsgebouwen in het ressort Bandoeng (1929) |
| A. Hoenig                       | - | -                                | -         | Tijdelijk werkzaam als bouwkundig ingenieur algemene dienst op het bouwkundig bureau van het Dep. van BOW in Batavia |
| H.F. Horn                       | Prijsvraagontwerp raadhuis                                                                            | Malang                           | 1926      | - |
| J.F. van Hoytema                | Gebouw van het Dep. van Binnenlands Bestuur                                                           | Batavia                          | 1912      | Oprichter en voorzitter van de Nederlands-Indische Architecten Kring (N.I.A.K.) (1929) |
| Marius Jan Hulswit              | R.K.-kerk (Kathedraal)                                                                                | Batavia                          | 1898      | - |
| Marius Jan Hulswit              | R.K.-kerk                                                                                             | Sukabumi                         | 1901      | - |
| Marius Jan Hulswit              | Kantoor van de Algemeene Maatschappij voor Levensverzekering en Lijfrente                             | Surabaya                         | 1901      | - |
| A.C. Ingenegeren                | - | -                                | -         | Werkzaam als ingenieur van de Hollandse Beton MIJ, Bandoeng (1919-1941) |
| J.J. Jiskoot                    | Stadhuis                                                                                              | Cirebon                          | 1927      | - |
| J.J. Job                        | Vrij-Katholieke kerk                                                                                  | Soerabaja                        | 1930      | - |
| G. Jobst                        | Vogel-pasar                                                                                           | Batavia                          | 1925      | - |
| Herman Thomas Karsten           | NILLMIJ-gebouw                                                                                        | Semarang                         | 1916      | - |
| Herman Thomas Karsten           | Kantoorgebouw Deli Spoorweg Mij.                                                                      | Medan                            | 1918      | - |
| Herman Thomas Karsten           | Van Deventerschool                                                                                    | Semarang                         | 1923      | - |
| Herman Thomas Karsten           | Pasar Jatingaleh                                                                                      | Semarang                         | 1930      | - |
| J.F. Klinkhamer                 | Administratiegebouw van de Nederlandsch-Indische Spoorweg Mij.                                        | Bodjong, Semarang                | 1902      | Geassocieerd met B.J. Ouëndag (1899-1905) |
| H. Kluger                       | - | -                                | -         | BOW-architect bij de Landsgebouwendienst. Tijdelijk waarnemend architect voor de afd. West-Borneo (1936-1939) |
| C.W. Koch                       | Spoorwegstation                                                                                       | Tanjung Priok, Batavia           | 1914      | - |
| Th. Kok                         | - | -                                | -         | Medefirmant van het te Bandoeng gevestigde Architecten- en Ingenieursbureau Bel, Piso en Kok (1938) |
| A.R.M. Kreisler                 | Prijsvraagontwerp voor de gebouwen van de Landbouwkundige Faculteit van de Universiteit van Indonesië | Buitenzorg                       | 1948      | Het met de eerste prijs bekroonde ontwerp (motto A 365) is gemaakt i.s.m. Gmelig Meyling |
| W. Kroese                       | - | -                                | -         | BOW-architect bij de Landsgebouwendienst. Tijdelijk waarnemend architect in Banka en Billiton (1935-1939) |
| N.J. Kruizinga                  | - | -                                | -         | Architect bij het N.V. Ingenieursbureau Bakker & Meyboom te Batavia |
| F.J. Kubatz                     | Gemeentelijk uitbreidingsplan Batavia (stedebouwkundig plan 'Menteng')                                | Batavia                          | 1918      | - |
| E. Kühr                         | Gebouw van de Raad van Justitie                                                                       | Semarang                         | 1930      | - |
| B.J. Lapian                     | Raadhuis                                                                                              | Menado                           | 1938      | - |
| A. van Leeuwen                  | - | -                                | -         | Werkzaam als ingenieur 3e klasse op het bouwkundig bureau van het Dep. van BOW in Batavia (1938) |
| W. Lemei                        | Gecombineerde HBS-AMS                                                                                 | Malang                           | 1931      | - |
| A. van de Linde                 | - | -                                | -         | Werkzaam in Batavia op het 'N.V. ArchitectenIngenieursbureau Fermont te Weltevreden en Ed. Cuypers te Amsterdam' |
| Liem Bwan Tjie                  | Gemeentelijk zwembad                                                                                  | Semarang                         | 1941      | - |
| Laurent Logemann                | - | -                                | -         | Werkzaam in Batavia op het 'N.V. ArchitectenIngenieursbureau Fermont te Weltevreden en Ed. Cuypers te Amsterdam' |
| G. Looyen                       | - | -                                | -         | BOW-architect bij de Landsgebouwendienst. Tijdelijk waarnemend waterstaatsarchitect voor Celebes en onderhorigheden |
| C.H. Lugten                     | Tentoonstellingsgebouw Koloniale Tentoonstelling                                                      | Semarang                         | 1914-1916 | - |
| H. Lüning                       | Villa's, kampongwoningbouw, slachthuiscomplex, wegenbouw en een brug                                  | Palembang.                       | 1931-1941 | - |
| Guus Lutjens                    | - | -                                | -         | Ingenieur bij de Semarang-Johanna-Stoomtram MIJ (S.J.S.), Semarang |
| Henri Maclaine Pont             | Hoofdkantoor van de Cheribon- Semarang Stoomtram Maatschappij                                         | Tegal                            | 1911      | - |
| Henri Maclaine Pont             | Spoorwegstation 'Poncol'                                                                              | Semarang                         | 1914      | - |
| Henri Maclaine Pont             | Technische Hoogeschool                                                                                | Bandoeng                         | 1920      | - |
| W.H.Th. Marcus                  | - | -                                | -         | BOW-architect bij de Landsgebouwendienst. Gedetacheerd in Semarang (1926) |
| E.N. Maurer                     | - | -                                | -         | Werkzaam als ingenieur voor de landsgebouwen aan de Oostkust van Sumatra (1922-1923) |
| Meyboom                         | - | -                                | -         | Heeft leiding over het Amsterdamse bijkantoor van het in Batavia gevestigde N.V. Ingenieursbureau Bakker en Meyboom. Het bureau had aparte afdelingen voor architectuur, waterkracht, havenbedrijf elektrotechniek en werktuigkunde             |
| H. Meijer                       | Telefooncentrale 'Deli Spoorweg Mij.'                                                                 | Tanjung Balei                    | 1937      | - |
| H. Menalda van Schouwenburg     | Geologisch laboratorium                                                                               | Bandoeng                         | 1935      | - |
| P.A.J. Moojen                   | In opdracht van het Nederlands-Indisch Gouvernement belast met de restauratie van monumenten          | Bali.                            | 1918-1922 | - |
| Th.N. Muller                    | - | -                                | -         | Stedebouwkundige van gemeente Bandoeng (1941) |
| J. Mulschlegel                  | - | .                                | -         | BOW-architect bi) de Landsgebouwendienst. Verantwoordelijk voor de landsgebouwen in het ressort Banka en onderhorigheden (1933-1934) |
| G. Neisingh                     | - | -                                | -         | Verantwoordelijk voor de landsgebouwen in de Molukken (1939-1942) |
| E.A. de Neve                    | - | -                                | -         | BOW-architect bij de Landsgebouwendienst (1935-1936 |
| P.A. Nijholm                    | - | -                                | -         | Werkzaam op bouwkundig bureau Dep. van BOW in Batavia (1925-1924) |
| Th.C. Nix                       | Kantoorgebouw 'BPM-Shell'                                                                             | Batavia                          | 1938      | - |
| Ong Swan Yoe                    | - | -                                | -         | Werkzaam als ingenieur 3e klasse voor de landsgebouwen in het ressort Soerabaja (1929-1932) |
| Hendrik Ooiman                  | Kazernecomplex                                                                                        | Semarang                         | 1920      | Aanvankelijk was hij naar Nederlands-Indië gekomen voor de opbouw van de Koloniale Tentoonstelling te Semarang in 1914; werkte zich op via opzichter N.I.S. tot aannemer en architect. Oprichter van architectenbureau 'Ooiman en Van Leeuwen'. |
| B.J. Ouëndag                    | 'Administratiegebouw van de Nederlandsch-Indische Spoorweg Mij.' (i.s.m. J.F. Klinkhamer)             | Bodjong, Semarang                | 1902      | - |
| J.Th. van Oyen                  | Theresia-kerk                                                                                         | Batavia                          | 1934      | - |
| C.F. Pichel                     | - | -                                | -         | Architect bij de Waterstaat (1904) |
| W.F. Pichel                     | Kwitangkerk                                                                                           | Batavia                          | 1920      | - |
| L.R. Pieters                    | - | -                                | -         | BOW-architect in het ressort Soerabaja (1929-1931) |
| Fritz Joseph Pinedo             | Hotel Niagara                                                                                         | Lawang                           | -         | - |
| Fritz Joseph Pinedo             | Nederlandse Spaarbank (Nuts Spaarbank)                                                                | Soerabaya                        | -         | - |
| J.C.J. Piso                     | - | -                                | -         | Medefirmant van het in Bandoeng gevestigde architecten en ingenieursbureau Bel, Piso en Kok (1938) |
| A . Plate                       | - | -                                | -         | Werkt samen met Karsten aan uitbreidingsplan van Semarang (1916) |
| A. Poldervaart                  | - | -                                | -         | Ontwerp van het stedebouwkundig plan 'Sorghvliet', Bandoeng. In eigen beheer ontwikkeld (1938) |
| W. Preij                        | Kantoorgebouw voor de 'Nillmij                                                                        | Batavia                          | 1949      | - |
| M. Putuhena                     | - | -                                | -         | Werkzaam als ingenieur 3e klasse op het bouwkundig bureau van de Landsgebouwendienst in Batavia (1930-1933) |
| Reyerse                         | Jeugdkapel van het Soekaboemisch opvoedingsgesticht                                                   | Sukabumi                         | 1927      | - |
| F.C. Rientsma                   | Gebouw van de algemene rekenkamer                                                                     | Weltevreden, Batavia             | 1928      | - |
| R. Rijksen                      | Theresiakerk                                                                                          | Malang                           | 1922      | - |
| H.Roebers                       | - | -                                | -         | Werkzaam op het in Batavia gevestigde N.V. Architecten-Ingenieursbureau Fermont te Wetevreden en Ed. Cuypers te Amsterdam |
| V.R. van Romondt                | Restauratie tempelcomplex 'Prambanan'                                                                 | -                                | 1937-1954 | - |
| E.H. de Roo                     | Gemeentehuis                                                                                          | Bandoeng                         | 1929      | |
| R. Roosseno                     | - | -                                | -         | Heeft particulier bouwbedrijf, werkt samen met Soekarno en is directeur van het Technisch Onderwijs Instituut in Bandoeng (1932 en later) |
| M.J. Rotteveel                  | - | -                                | -         | Hoofd Landsgebouwendienst (1931) |
| J.J.G.E. Rückert                | - | -                                | -         | Waarnemend burgemeester van de gemeente Mr. Cornells (1932-1934) |
| J.J. de Ruiter                  | - | -                                | -         | BOW-architect bij de Landsgebouwendienst in de provincie Oost-Java (1939) |
| A.W. Rynders                    | - | -                                | -         | BOW-architect bij de Landsgebouwendienst. Verantwoordelijk voor de landsgebouwen in de afd. Zuid- en Oost-Borneo (1939) |
| Charles P. Wolff Schoemaker     | Gebouw van de 'Bosscha-sterrenwacht'                                                                  | Preanger                         | 1925      | - |
| Charles P. Wolff Schoemaker     | Hotel Preanger                                                                                        | Bandoeng                         | 1929      | - |
| Charles P. Wolff Schoemaker     | Villa Isola                                                                                           | Bandoeng                         | 1932      | - |
| Charles P. Wolff Schoemaker     | Kantoorgebouw van de 'Nillmij'                                                                        | Batavia                          | 1933      | - |
| Charles P. Wolff Schoemaker     | Kantoorgebouw van de Nederlandsch-Indische Handelsbank                                                | Batavia                          | 1938      | - |
| Richard Schoemaker              | Winkelgebouw 'Vereeniging Eigen Hulp'                                                                 | Molenvliet-west, Batavia         | 1920-1930 | Zie voorts: J. van Gendt |
| A. Schouten                     | - | -                                | -         | Architect te Semarang. Werkt van 1924 tot 1933 samen met Th. Karsten |
| W. Selle                        | Gebouw voor 'Aneta'                                                                                   | Cirebon                          | 1922      | - |
| F. Silaban                      | - | -                                | -         | Directeur van de Gemeentewerken van Buitenzorg (Bogor) (1942-1965) |
| Anthonie Pieter Smits           | - | -                                | -         | Medewerkend architect kantoorgebouw van de 'Nederlandsche Handelmaatschappij' (Factorij), Batavia, (i.s.m. C. van Linde en J. de Bruyn)(1929)                                                                                                   |
| S. Snuyf                        | Raadhuis met watertoren                                                                               | Palembang                        | 1928      | - |
| R. Soesilo                      | Ontwerp stadsplan satelliet-stad 'Kebayoran Baru'                                                     | Batavia                          | 1948      | - |
| H.Th. Sprey                     | Kantoorgebouw 'Erdmann en Sielcken'                                                                   | Soerabaja                        | 1924      | - |
| D.J. Steenstra Toussaint        | - | -                                | -         | Voert direktie over Semarangsche Aannemings Mij., Padang (1934-1941) |
| J.Th.P.J. Straatman             | - | -                                | -         | Werkzaam als hoofdingenieur bij het Dep. van BOW (1908-1909) |
| Sudarsono                       | Prinses Juhana-school                                                                                 | Jogyakarta                       | -         | - |
| Ahmed Soekarno                  | Enige woningen                                                                                        | Bandoeng                         | 1931      | President van de Republik Indonesia (1945-1965) |
| Th.J. Taen Err Toung            | - | -                                | -         | Werkzaam in Batavia op het 'N.V. Architecten-Ingenieursbureau Fermont te Weltevreden en Ed. Cuypers te Amsterdam' (1921-1945?) |
| J.P. Thijsse                    | - | -                                | -         | Buitengewoon Hoogleraar T.H. Bandoeng (1946-1950) |
| M.B. Tideman                    | Ontwerp Centraal Burgerlijk Ziekenhuis (C.B.Z.)                                                       | Soerabaja                        | 1938      | - |
| Trap Früs                       | - | -                                | -         | Werkzaam als ingenieur voor de landsgebouwen in de 2e afd. (Semarang) (1923) |
| W. van Tijen                    | Stuwdam 'Salam Darma' in de rivier de Cipunegara, naar ontwerp van het Dep van BOW                    | -                                | 1925-1925 | - |
| C. van Veen                     | - | -                                | -         | BOW-architect bij de Landsgebouwendienst. Waarnemend architect in de Molukken (1930-1931) |
| P.M. van der Veen               | - | -                                | -         | Werkzaam bij de landsgebouwendienst van het Dep van Verkeer en Waterstaat (1923-1929) |
| Th.E. Veer                      | - | -                                | -         | BOW-architect bi) de Landsgebouwendienst en leider in het ressort Buitenzorg (1931) |
| Bruno Nobilé de Vistarini       | Volkscredietbank                                                                                      | Soerabaja                        | 1937      | - |
| M.H. Voets                      | HBS van de 'Zusters-Ursulinen'                                                                        | Soerabaja                        | 1921-1924 | - |
| J.C. Voorduyn                   | - | -                                | -         | Hoofdingenieur bi) het Dep van BOW (1909-1911) |
| G.H. Voorhoeve                  | - | -                                | -         | Medefirmant van het in Bandoeng gevestigde architectenbureau Brinkman en Voorhoeve. Zie onder Brinkman F.W. |
| de Vries                        | - | -                                | -         | Associatie met aannemersbedrijf Selle en de Bruyn. Zie onder Reyerse |
| G.S. Vrijburg                   | - | -                                | -         | Medefirmant van het in Bandoeng gevestigde ingenieursbureau Ingenegeren-Vrijburg N.V.(vanaf 1926) |
| R.A. de Waal                    | - | -                                | -         | Geassocieerd met architect A F Aalbers en vestiging bureau Aalbers en de Waal te Bandoeng. Zie onder A.F. Aalbers (1931) |
| F.H. Warnaars                   | - | -                                | -         | Werkzaam als ingenieur 3e klasse voor de landsgebouwen in het ressort Soerabaja (1930-1932) |
| F.A. Westerbeek                 | - | -                                | -         | Werkzaam bij de landsgebouwendienst als hoofd in het ressort Malang-Lawang (1930) |
| W. Westmaas                     | Ontwerp R.K. kerk                                                                                     | Soerabaja                        | 1900      | - |
| F. Wielsma                      | - | -                                | -         | BOW-architect bij de Landsgebouwendienst en leider in het ressort Cilacap (1935) |
| F.L. Wiemans                    | Kwitangkerk                                                                                           | Batavia                          | 1921      | - |
| P.J. Willekes Macdonald         | - | -                                | -         | Voorzitter van de Nederlandsch-Indische Architecten Kring (N.I.A.K.). Opvolger van J.F. van Hoytema (1929 ev.) |